# Poor Tràmit
Poor Tràmit   (Premià de Mar) és un cantant de música rap català.

## Discografia
- Cendra i folis (2015)
- Poda (2019)
- La fleca (EP, Guarap Team, 2020)
- Pur (JBC Music, 2021)[3][4]
- Marbre (Radio Rahim Records, 2023)
- El rosari de l'aurora (Radio Rahim Records, 2024)[5]